# Rajoleria de la plaça de les Bruixes
La Rajoleria de la plaça de les Bruixes és una obra de Rubió (Anoia) inclosa a l'Inventari del Patrimoni Arquitectònic de Catalunya.

## Descripció
Forn d'obra probablement utilitzat per a l'ampliació i restauració de l'església de Santa Maria de Rubió durant els segles xvi i xvii. Situat al paratge de la Plaça de les Bruixes sota mateix del poble de Rubió. Els fenòmens geològics i l'acció erosiva ha possibilitat deixar al descobert un tall transversal que permet observar la cambra de cocció, la graella i el canó el qual està colgat de sediments. L'aparença del forn, per l'indret on es troba com pels materials del qual està constituït, fa pensar en que es tracta d'un element arquitectònic molt antic.